# Moord in het studentenhuis
Moord in het studentenhuis (Engels: Hickory Dickory Dock of Hickory Dickory Death) is een detective- en misdaadroman uit 1955 van de Britse schrijfster Agatha Christie. 
Het verhaal werd initieel uitgebracht in zes delen in het Britse tijdschrift John Bull van 28 mei (volume 97, nummer 2552) tot 2 juli 1955 (volume 98, nummer 2557), met illustraties van Fancett en in de Verenigde Staten in drie delen onder de naam Hickory Dickory Death in het magazine Collier's Weekly van 14 oktober (volume 136, nr.8) tot 11 november 1955 (volume 136, nr.10) met illustraties van Robert Fawcett. Het boek werd op 31 oktober 1955 voor het eerst gepubliceerd door de Collins Crime Club in Groot-Brittannië en in november datzelfde jaar onder de naam Hickory Dickory Death door Dodd, Mead and Company in de Verenigde Staten. De Nederlandstalige versie werd uitgebracht in 1956 door Luitingh-Sijthoff.

## Verhaal
In het studentenhuis van mevrouw Hubbard worden allerlei dingen gestolen, sieraden, gloeilampen en zelfs een stethoscoop. Mevrouw Hubbaard roept de hulp in van de Belgische detective Hercule Poirot. Poirot lost de diefstal van de sieraden al snel op maar wanneer hij de andere diefstallen onderzoekt, wordt de dief wanhopig en begint deze te moorden om zijn sporen uit te wissen.

## Adaptaties
- Op 12 februari 1995 werd het verhaal uitgebracht in het 6de seizoen van de Britse misdaadserie Agatha Christie's Poirot, met verscheidene wijzigingen.[3] Hoofdinspecteur Japp trekt samen op met Hercule, die te hulp is geroepen door de zus van Miss.Lemon. Hij logeert zelfs bij hem in het luxe appartement. Net als bij Poirot komt boven tafel dat Japp gestopt is in een moordonderzoek in de hoogste politieke kringen. Een foto van een huisbewoner voert naar de moordenaar van zijn moeder en deze bewoner is eveneens de moordenaar in het studentenhuis.
- Het verhaal Pension Vanilos van seizoen 2 van de Franse televisieserie Les Petits Meurtres d'Agatha Christie (2013-2016) is gebaseerd op het boek.